# Henri Trémolet de Villers
 (novembre 2020).
Si vous disposez d'ouvrages ou d'articles de référence ou si vous connaissez des sites web de qualité traitant du thème abordé ici, merci de compléter l'article en donnant les références utiles à sa vérifiabilité et en les liant à la section « Notes et références ».
Henri Trémolet, dit Henri Trémolet de Villers, né le 4 janvier 1912 à Paris et mort le 12 mai 2001 à Mende, est un avocat et homme politique français.

## Biographie
Né Henri Trémolet, il est le fils d'un officier de l'infanterie coloniale aveyronnais tué en 1918 pendant la première Guerre mondiale et d'une mère Bretonne, Anne-Marie Guilhe La Combe de Villers, dont il relève le nom. Dans sa jeunesse, Henri Trémolet de Villers milite au Parti populaire français de Jacques Doriot, qu'il quitte face aux dérives collaborationnistes.
Durant la Seconde Guerre mondiale, alors qu'il a repris son activité d'avocat à Mende, il aide le maire destitué, Henri Bourrillon, à faire fonctionner son cabinet pendant que celui-ci s'occupe de mener des actions de résistance. De même, son propre adversaire politique Jean Mazel lui demande de s'occuper de son cabinet pour subvenir aux besoins de son épouse, alors que lui-même a rejoint la Résistance. Henri Trémolet de Villers accepte. Peu de temps après, celui-ci est arrêté par la Gestapo alors qu'il sort du cabinet de Mazel, puis il est conduit vers la croix de Saint-Privat et « cuisiné » par la police secrète du Troisième Reich ; bien que « pensant sa dernière heure arrivée », il refuse d'indiquer où se trouve Mazel, prétextant « qu’il ne le sait pas et que [celui-ci] est peut-être parti au Cambodge ».  
En mars 1949, il est élu conseiller général du canton de Châteauneuf-de-Randon. En 1951, il se présente aux élections législatives sous les couleurs du Rassemblement des groupes républicains et indépendants français mais essuie un échec. Il rejoint ensuite le Centre national des indépendants et paysans. Entre 1956 et 1958, il devient député de la Lozère et sera réélu pour le premier mandat de député de la Ve république en 1958.
Il cumule ensuite son mandat avec celui de conseiller général du canton de Meyrueis jusqu'en 1976. Il devient maire de Mende en 1971 jusqu'en 1977. Il sera ensuite conseiller général du canton de Mende-Nord de 1982 à 1988.
Il est le père de cinq enfants, dont l'avocat et écrivain Jacques Trémolet de Villers.

## Sources et références
1. ↑  Encyclopédie de la fausse noblesse et de la noblesse d'apparence, 1994, page 639.
2. ↑  Relevé des fichiers de l'Insee
3. 1 2  Par décret du 8 novembre 2024 signé du premier ministre Michel Barnier et du garde des sceaux Didier Migaud, la famille Trémolet de Villers a été autorisée à porter le nom de Trémolet de Villers à l'état civil au terme d'une possession d'état notoire, continue et centenaire.
4. 1 2 3  « À Mende, Henri Trémolet de Villers et la grande peur de la Gestapo », sur midilibre.fr (consulté le 20 mai 2023)